# Waynesboro (Tennessee)
Waynesboro è un comune degli Stati Uniti d'America, situato nello Stato del Tennessee, nella Contea di Wayne, della quale è il capoluogo.